# Salix caroliniana
Salix caroliniana es una especie de sauce perteneciente a la familia de las salicáceas, es un arbusto o pequeño árbol nativo del sudeste de los Estados Unidos, México y parte de Centroamérica y el Caribe. 

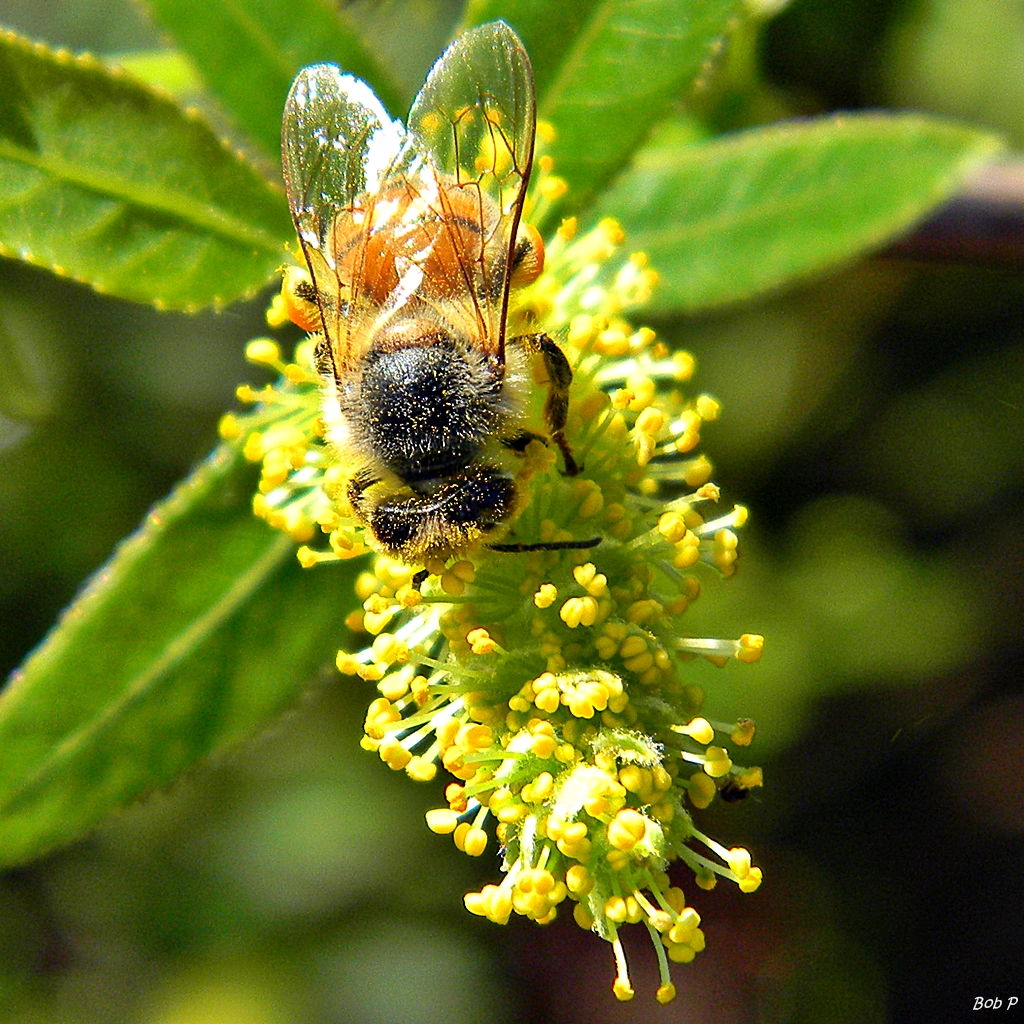
Inflorescencia

## Descripción
Se trata de una especie propia de los humedales y que crece como una especie emergente en el Everglades. En ausencia del fuego, S. caroliniana puede convertir los humedales herbáceos de humedales arbolados. Si bien los incendios matan a los grandes tallos leñosos y la especie que se reproduce por rizomas o brotes de la raíz, brota con facilidad después de un incendio. Como resultado, el número total de tallos no cambia, pero el fuego convierte a S. caroliniana de un árbol en un arbusto.
Salix caroliniana florece de la primavera, ya sea antes o junto con la aparición de las hojas. En el condado de Alachua, Florida en 1982, la floración se registró durante febrero y marzo.

## Taxonomía
Salix caroliniana fue descrita por André Michaux y publicado en Flora Boreali-Americana 2: 226, en el año 1803.
Etimología
Salix: nombre genérico latino para el sauce, sus ramas y madera.
caroliniana: epíteto geográfico que alude a su localización en Carolina.
Sinonimia
- Salix occidentalis Bosc ex W.D.J.Koch, 1828 (Salic. Eur.:16) nom. illeg. non Salix occidentalis Walter, 1788
- Salix longipes Shuttlew. ex Andersson, 1858 (Öfvers. Kongl. Vetensk.-Akad. Förh. 15:114)
- Salix nigra f. venulosa Andersson, 1867 (Monogr. Salicum:22)
- Salix cordata f. discolor Andersson, 1867 (Monogr. Salicum:159)
- Salix nigra var. wardii Bebb, 1881 (in Ward Bull. U.S. Natl. Mus.  22:114)
- Salix amphibia Small, 1913 (Fl. Miami:61)
- Salix harbisonii C.K.Schneid., 1919 (J. Arnold Arbor. 1:29), sometime placed under Salix nigra[5]